# Ichnanthus procurrens
Ichnanthus procurrens är en gräsart som först beskrevs av Christian Gottfried Daniel Nees von Esenbeck och Carl Bernhard von Trinius, och fick sitt nu gällande namn av Jason Richard Swallen. Ichnanthus procurrens ingår i släktet Ichnanthus och familjen gräs. Utöver nominatformen finns också underarten I. p. subaequiglumis.